# 源等
源 等（みなもと の ひとし）は、平安時代前期から中期にかけての公卿。嵯峨源氏、中納言・源希の次男。官位は正四位下・参議。小倉百人一首では参議等。

## 経歴
寛平9年（897年）醍醐天皇が践祚すると、等は六位蔵人に任ぜられる。近江権少掾・主殿助の兼帯を経て、延喜4年（904年）従五位下に叙爵し、翌延喜5年（905年）大蔵少輔に任ぜられる。延喜7年（907年）三河守に遷ると、丹波守・美濃権守・備前守と地方官を歴任し、この間に治国の功労により延喜12年（912年）従五位上、延喜23年（923年）正五位下に昇叙され、同年10月には左中弁に補任されている。醍醐朝末の延長8年（930年）従四位下に昇叙された。
朱雀朝では、大宰大弐・弾正大弼・山城守・勘解由長官を歴任し、天慶6年（943年）従四位上、天慶8年（945年）右大弁に叙任される。
村上朝初頭の天暦元年（947年）参議に任ぜられ公卿に列す。天暦5年（951年）正月に正四位下に昇叙されるが、同時に議政官として兼帯していた右大弁・勘解由長官・讃岐守の官職を全て辞任し、同年3月10日に薨去。享年72。最終官位は参議正四位下。

## 人物

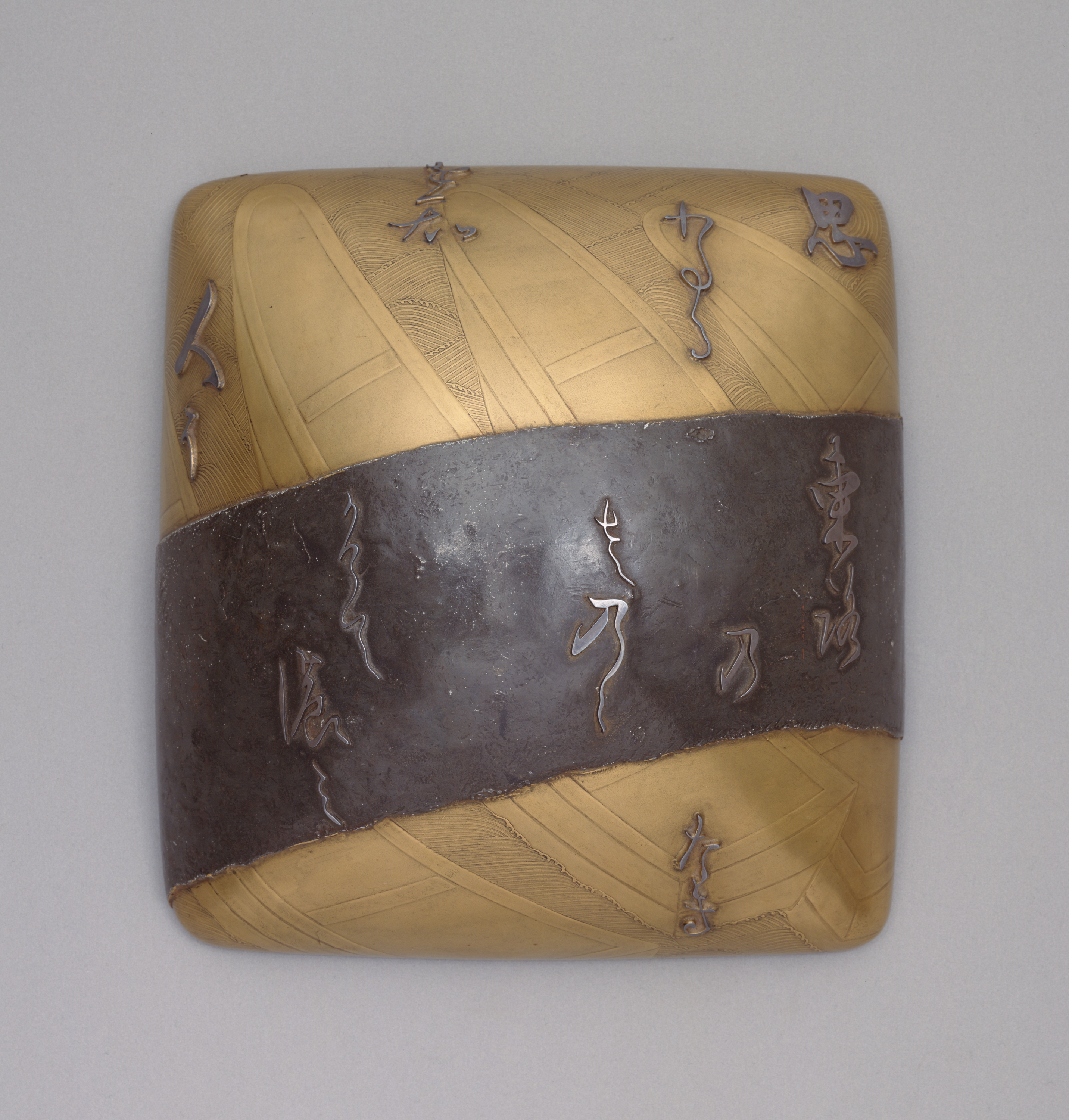
本阿弥光悦作『舟橋蒔絵硯箱』（国宝、東京国立博物館所蔵）蓋
----
「東路の」の歌の文字の形に切りだした銀板を蓋の全面に散らすが「舟橋」の2字をあえて省き、鉛板で表した橋の図をもって意を示す。

勅撰歌人として『後撰和歌集』に4首が採録されている。そのうち「東路の 佐野の舟橋 かけてのみ 思ひわたるを 知る人ぞなき」（恋二 619）は、本阿弥光悦作『舟橋蒔絵硯箱』の蓋の意匠に取り入れられたことで知られる。
- 『小倉百人一首』
  - 39番 浅茅生（あさじふ）の 小野の篠原 忍ぶれど あまりてなどか 人の恋しき（『後撰和歌集』恋一 577）[2]

## 官歴
『公卿補任』による。
- 寛平9年（897年） 7月17日：六位蔵人?[3]
- 昌泰2年（899年） 正月11日：兼近江権少掾
- 昌泰4年（901年） 3月15日：兼主殿助（宇多院御給）
- 延喜4年（904年） 2月27日：従五位下（朱雀院臨時御給一人叙）
- 延喜5年（905年） 4月5日：大蔵少輔
- 延喜7年（907年） 正月13日：三河守
- 延喜12年（912年） 正月7日：従五位上（治国）。正月15日：丹波守。
- 延喜16年（916年） 日付不詳：内匠頭
- 延喜17年（917年） 正月29日：美濃権守（受領）
- 延喜22年（922年） 10月25日：大蔵大輔
- 延喜23年（923年） 正月12日：備前権介[4]（受領）。2月28日：正五位下（治国）。10月：左中弁
- 延長7年（929年） 9月：主殿頭
- 延長8年（930年） 正月27日[5]：従四位下（治国）、大宰大弐
- 承平7年（937年） 3月8日：弾正大弼
- 天慶2年（939年） 12月27日：山城守
- 天慶3年（940年） 12月6日[6]：兼勘解由長官
- 天慶6年（943年） 正月7日：従四位上
- 天慶8年（945年） 11月25日：右大弁
- 天慶9年（946年） 2月7日：兼勘解由長官。4月25日：昇殿
- 天暦元年（947年） 4月26日：参議、大弁長官如元
- 天暦2年（948年） 正月30日：兼讃岐守
- 天暦5年（951年） 正月7日：正四位下、上表辞大弁勘長官等。3月10日：卒去（参議正四位下）

## 系譜
- 父：源希
- 母：不詳
- 生母不詳の子女
  - 男子：源斉
  - 男子：源済
  - 男子：源学
  - 男子：源愸
  - 女子：藤原敦忠室
  - 女子：藤原令茂（合茂）室 - 藤原敦信の母